# Sławojka
Zasugerowano, aby zintegrować ten artykuł z artykułem wychodek (dyskusja). Nie opisano powodu propozycji integracji.

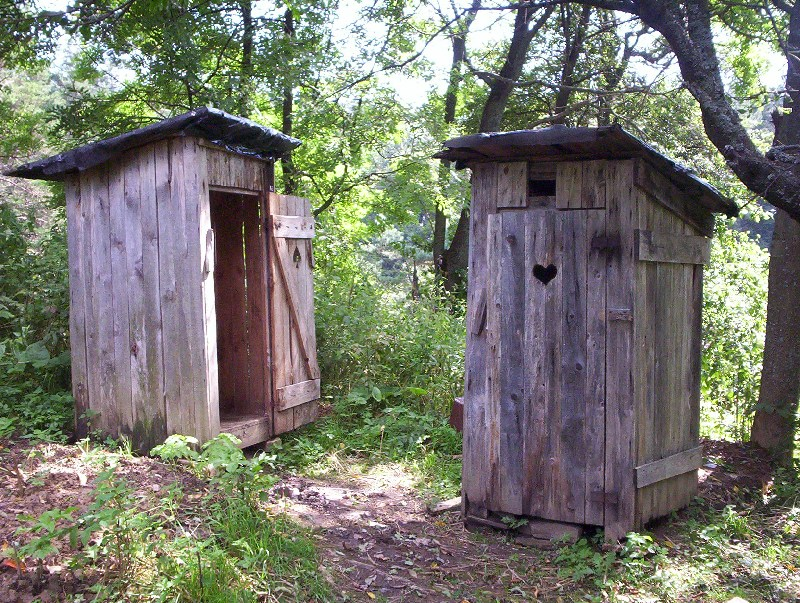
Współczesne sławojki w studenckiej bazie namiotowej, Beskid Niski

Sławojka (także: wychodek, ustęp zewnętrzny, wygódka, wybudka, latryna) – rodzaj ubikacji; niewielka, zamykana od wewnątrz budka, zazwyczaj wolnostojąca, z umieszczoną wewnątrz poziomą deską z otworem (pełniącą funkcję sedesu) nad suchym dołem, do którego wpadają fekalia. Wyposażeniem wychodka był hak lub ostro zakończony gwóźdź służący do wieszania pociętych kartek gazet lub czasopism, zastępujących papier toaletowy.
Ten rodzaj ubikacji spotykany jest w Polsce w uboższych wsiach, a niekiedy w miastach, niedysponujących kanalizacją sanitarną ani ogólnospławną, jak również wszędzie tam, gdzie instalowanie rozwiązań bardziej technologicznie zaawansowanych nie ma ekonomicznego uzasadnienia[wymaga weryfikacji?].

## Zdobienie
Częstym motywem zdobniczym tego typu obiektów jest otwór w kształcie serca lub koła wycięty w drzwiach wejściowych lub w ściance ponad nimi. Pełni on funkcje nie tylko informacyjne, ale także wentylacyjne. Zapewnia też pewne minimum światła wewnątrz przy zamkniętych drzwiach.

## Nazwa
Polska nazwa tej konstrukcji przyjęła się w dwudziestoleciu międzywojennym od imienia premiera Felicjana Sławoja Składkowskiego, który był inicjatorem akcji poprawy zdrowotności i świadomości higienicznej polskiego chłopstwa. W 1928 roku rozporządzenie Prezydenta RP o prawie budowlanym i zabudowaniu osiedli (Dz.U.R.P. 1928, Nr 23, poz. 202) nakazywało budowę zabudowanych ustępów na każdej zabudowanej działce. Do powstania nazwy przyczyniły się kontrole sanitarne ustępów, dokonywane podczas licznych podróży Składkowskiego po kraju, co było obiektem kpin i licznych anegdot.
Czasem nazwy sławojka używa się także w formie rozszerzonej do oznaczenia jakiejkolwiek ubikacji lub innego ustronnego miejsca, zwłaszcza w odpowiedzi na pytanie, gdzie znajduje się/poszła dana osoba („wyszedł poszukać/do sławojki” znaczy „wyszedł za potrzebą”).

## Wymogi sanitarne
Szczegółowo warunki zakładania i obsługi ustępów zewnętrznych zostały opisane w Rozporządzeniu ministra Gospodarki Komunalnej z dnia 9 grudnia 1959.
Wymagane jest aby dół kloaczny był szczelny i przystosowany do usuwania fekaliów przez wywożenie lub wypompowywanie. Ustęp sytuuje się w odległości co najmniej 15 m od studni, 7,5 m od drogi, 10 m od okien i drzwi domu mieszkalnego. Pomieszczenie ustępu należy codziennie myć wodą z detergentem, okna zabezpiecza się siatką. Ustęp opróżnia się co najmniej 2-3 razy w roku. Wyliczenie pojemności dołu kloacznego V:
{\displaystyle V={\frac {1,3aM}{n}}}
a – ilość nieczystości jednego mieszkańca (rocznie) w m³ (przeciętnie 0,5 m³ u dorosłego, 0,3 m³ u dziecka),
M – liczba mieszkańców,
n – liczba opróżnień dołu w ciągu roku,
1,3 – współczynnik zwiększający pojemność o 30% w przypadku opóźnionego wywożenia nieczystości.

## Rodzaje ustępów
- ustęp przenośny – budowany podczas prac w terenie. W postaci budki ustępowej ustawionej nad dołem o wymiarach 0,75 × 0,75 m i głębokości 1,2 m. Po wypełnieniu do połowy dół ustępowy zasypuje się ziemią, a budkę przenosi w nowe miejsce[1].
- ustęp skrzynkowy – wyposażony w szczelną skrzynię na płozach służącą jako zbiornik na fekalia[1].
- ustęp torfowy – wyposażony w urządzenie do automatycznego zasypywania fekaliów proszkiem torfowym[1].
- ustęp zwykły – z dwiema komorami betonowymi użytkowanymi na przemian. Po zapełnieniu jednej komory, zostaje ona zasypana ziemią, aby po kilku miesiącach zużytkować jako nawóz[1].
- ustęp z urządzeniem do odkażania odchodów – wyposażony w szczelną skrzynię wypełnioną 20% mlekiem wapiennym z otworem, przez który raz na dobę spuszcza się wydaliny do dołu kloacznego. Zalecany dla nieskanalizowanych szpitali zakaźnych i w przypadku rozprzestrzeniania się chorób zakaźnych[1].
- tymczasowy ustęp polowy – w postaci rowu o głębokości 0,6 m, szerokości 0,3 m i długości 1 m[5] po wypełnieni rowu w 3/4 pojemności zasypuje się go i kopie nowy[1].

## Nietypowe sławojki

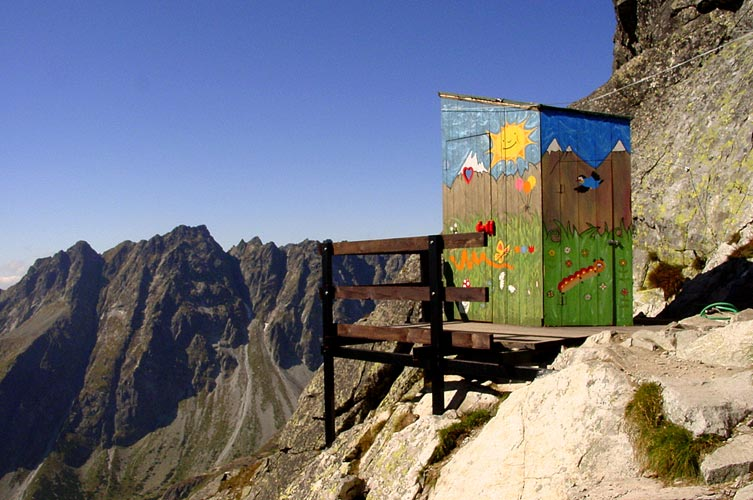
Sławojka na stoku (2250 m n.p.m.) Rysów, ok. 90 m od schroniska „Chata pod Rysami” (Słowacja); z punktu w którym znajduje się sławojka roztacza się widok na Tatry i Dolinę Mięguszowiecką

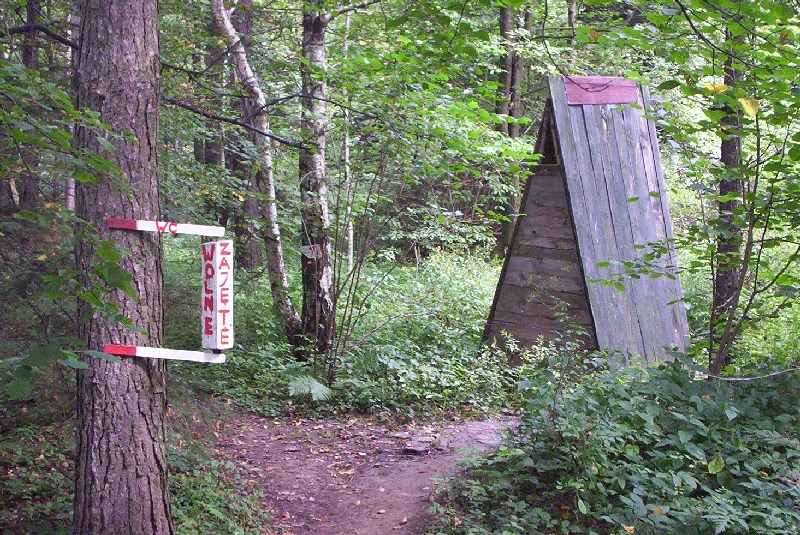
Sławojka w „stylu zakopiańskim”; na pierwszym planie znak wskazujący, że sławojka jest zajęta (do sławojki z prawej, do prysznica z lewej) w studenckiej bazie namiotowej w Regetowie

Większość sławojek jest podobna w kształcie i budowana jest w podobnym miejscu (zwykle w pewnej odległości od zabudowań mieszkalnych). Czasami jednak sławojki mogą przybierać dość dziwny, nietypowy lub nawet szokujący wygląd i być umieszczane w osobliwych i niecodziennych miejscach, nierzadko nie mając przy tym odniesienia do akcji higienicznej premiera F. Sławoja Składkowskiego na polskiej wsi.

## Sławojka w kulturze popularnej
Sławojka jest tematem wielu żartów słownych, rysunkowych i filmowych.
Przykładem jest polska komedia Nic śmiesznego z Cezarym Pazurą w roli głównej. W jednej ze scen filmu współpracownik głównego bohatera ma problemy żołądkowe. Jego kolega podejrzewa, że są one na tle nerwowym i silny bodziec psychiczny powinien mu pomóc. Podkładają więc petardę do sławojki.
W Złocie dezerterów Majewskiego (1998) do sławojki strzela czołgowa armata. Scena ta nawiązuje do znanych z dwóch innych filmów: Złoto dla zuchwałych Huttona (1970) i Przesłuchanie Bugajskiego (1982).
Sławojka w prowincjonalnym dworze szlacheckim pojawia się również we wspomnieniach Melchiora Wańkowicza Tędy i owędy. Według autora wybierając się wieczorem w to ustronne miejsce należało być uzbrojonym w pogrzebacz (dla obrony przed psami), parasol (na wypadek deszczu), plan posiadłości i latarnię.